# Ahmed Samir Farag
Ahmed Samir Farag (in arabo أحمد سمير فرج‎?; Il Cairo, 20 maggio 1986) è un calciatore egiziano, difensore dell'El Daklyeh.

## Caratteristiche tecniche
Terzino sinistro, in grado di giocare lungo tutta la fascia.

## Carriera

### Club
Complice la sospensione del campionato egiziano, il 14 marzo 2012 passa a parametro zero al Lierse, firmando un biennale con la società belga. Rescisso il contratto con il Lierse, il 27 febbraio 2014 torna in Egitto, accordandosi per due stagioni e mezzo con lo Zamalek.

### Nazionale
Nel 2005 ha preso parte ai Mondiali Under-20, disputati in Olanda. Esordisce con la selezione dei Faraoni il 1º giugno 2008 contro la Repubblica Democratica del Congo - incontro valido per le qualificazioni ai Mondiali 2010 - partendo titolare. Esce al 76', venendo sostituito da Abdelaziz Tawfik. Nel 2009 prende parte alla FIFA Confederations Cup. Esordisce nella competizione il 18 giugno nella partita vinta 1-0 contro l'Italia, subentrando al 69' al posto di Sayed Moawad.

## Statistiche

### Presenze e reti nei club
Statistiche aggiornate al 30 giugno 2017.
| Stagione        | Squadra         | Campionato      | Campionato | Campionato | Coppe nazionali | Coppe nazionali | Coppe nazionali | Coppe continentali | Coppe continentali | Coppe continentali | Altre coppe | Altre coppe | Altre coppe | Totale | Totale |
| Stagione        | Squadra         | Comp            | Pres       | Reti       | Comp            | Pres            | Reti            | Comp               | Pres               | Reti               | Comp        | Pres        | Reti        | Pres   | Reti   |
| --------------- | --------------- | --------------- | ---------- | ---------- | --------------- | --------------- | --------------- | ------------------ | ------------------ | ------------------ | ----------- | ----------- | ----------- | ------ | ------ |
| gen.-giu. 2006  | Al-Ahly         | PL              | 4          | 0          | CE              | 0               | 0               | CCL                | 0                  | 0                  | SE+SA+Cmc   | -           | -           | 4      | 0      |
| 2006-gen. 2007  | Sochaux         | L1              | 0          | 0          | CF+CdL          | 0               | 0               | -                  | -                  | -                  | -           | -           | -           | 0      | 0      |
| gen.-giu. 2007  | Ismaily         | PL              | 11         | 2          | CE              | 3               | 1               | ACL+CC             | 0+8                | 1                  | -           | -           | -           | 22     | 4      |
| 2007-2008       | Ismaily         | PL              | 25         | 1          | CE              | 2               | 0               | -                  | -                  | -                  | SE          | 1           | 0           | 28     | 1      |
| 2008-2009       | Ismaily         | PL              | 28+1       | 0          | CE              | 0               | 0               | ACL                | 6                  | 1                  | -           | -           | -           | 35     | 1      |
| 2009-2010       | Ismaily         | PL              | 24         | 3          | CE              | 3               | 2               | CCL                | 11                 | 3                  | -           | -           | -           | 38     | 8      |
| 2010-2011       | Ismaily         | PL              | 26         | 6          | CE              | 3               | 0               | CC                 | 2                  | 0                  | -           | -           | -           | 31     | 6      |
| 2011-2012       | Ismaily         | PL              | 14         | 1          | -               | -               | -               | -                  | -                  | -                  | -           | -           | -           | 14     | 1      |
| 2012-2013       | Lierse          | D1              | 7+4        | 0          | CB              | 0               | 0               | -                  | -                  | -                  | -           | -           | -           | 11     | 0      |
| 2013-gen. 2014  | Lierse          | D1              | 16         | 1          | CB              | 2               | 0               | -                  | -                  | -                  | -           | -           | -           | 18     | 1      |
| Totale Lierse   | Totale Lierse   | Totale Lierse   | 23+4       | 1          |                 | 2               | 0               |                    | -                  | -                  |             | -           | -           | 29     | 1      |
| gen.-giu. 2014  | Zamalek         | PL              | 4          | 1          | CE              | 0               | 0               | CCL                | 1                  | 0                  | -           | -           | -           | 5      | 1      |
| 2014-2015       | Ismaily         | PL              | 20         | 1          | CE              | 3               | 0               | -                  | -                  | -                  | -           | -           | -           | 23     | 1      |
| 2015-2016       | Ismaily         | PL              | 24         | 0          | CE              | 3               | 0               | -                  | -                  | -                  | -           | -           | -           | 27     | 0      |
| Totale Ismaily  | Totale Ismaily  | Totale Ismaily  | 172+1      | 14         |                 | 17              | 3               |                    | 27                 | 5                  |             | 1           | 0           | 218    | 22     |
| 2016-2017       | El Daklyeh      | PL              | 31         | 2          | CE              | 1               | 1               | -                  | -                  | -                  | -           | -           | -           | 32     | 3      |
| Totale carriera | Totale carriera | Totale carriera | 239        | 18         |                 | 20              | 4               |                    | 28                 | 5                  |             | 1           | 0           | 288    | 27     |

### Cronologia presenze e reti in nazionale
| Cronologia completa delle presenze e delle reti in nazionale ― Egitto | Cronologia completa delle presenze e delle reti in nazionale ― Egitto | Cronologia completa delle presenze e delle reti in nazionale ― Egitto | Cronologia completa delle presenze e delle reti in nazionale ― Egitto | Cronologia completa delle presenze e delle reti in nazionale ― Egitto | Cronologia completa delle presenze e delle reti in nazionale ― Egitto | Cronologia completa delle presenze e delle reti in nazionale ― Egitto | Cronologia completa delle presenze e delle reti in nazionale ― Egitto |
| Data                                                                  | Città                                                                 | In casa                                                               | Risultato                                                             | Ospiti                                                                | Competizione                                                          | Reti                                                                  | Note                                                                  |
| --------------------------------------------------------------------- | --------------------------------------------------------------------- | --------------------------------------------------------------------- | --------------------------------------------------------------------- | --------------------------------------------------------------------- | --------------------------------------------------------------------- | --------------------------------------------------------------------- | --------------------------------------------------------------------- |
| 01-06-2008                                                            | Il Cairo                                                              | Egitto                                                                | 2 – 1                                                                 | RD del Congo                                                          | Qual. Mondiali 2010                                                   | -                                                                     | 76’                                                                   |
| 07-06-2008                                                            | Gibuti                                                                | Gibuti                                                                | 0 – 4                                                                 | Egitto                                                                | Qual. Mondiali 2010                                                   | -                                                                     |                                                                       |
| 14-06-2008                                                            | Blantyre                                                              | Malawi                                                                | 1 – 0                                                                 | Egitto                                                                | Qual. Mondiali 2010                                                   | -                                                                     |                                                                       |
| 22-06-2008                                                            | Il Cairo                                                              | Egitto                                                                | 2 – 0                                                                 | Malawi                                                                | Qual. Mondiali 2010                                                   | -                                                                     |                                                                       |
| 07-09-2008                                                            | Kinshasa                                                              | RD del Congo                                                          | 0 – 1                                                                 | Egitto                                                                | Qual. Mondiali 2010                                                   | -                                                                     |                                                                       |
| 23-01-2009                                                            | Il Cairo                                                              | Egitto                                                                | 1 – 0                                                                 | Kenya                                                                 | Amichevole                                                            | -                                                                     | 46’                                                                   |
| 19-11-2008                                                            | Il Cairo                                                              | Egitto                                                                | 5 – 1                                                                 | Benin                                                                 | Amichevole                                                            | -                                                                     |                                                                       |
| 18-06-2009                                                            | Johannesburg                                                          | Egitto                                                                | 1 – 0                                                                 | Italia                                                                | Conf. Cup 2009 - 1º turno                                             | -                                                                     | 69’                                                                   |
| 21-06-2009                                                            | Rustenburg                                                            | Egitto                                                                | 0 – 3                                                                 | Stati Uniti                                                           | Conf. Cup 2009 - 1º turno                                             | -                                                                     |                                                                       |
| 17-11-2010                                                            | Il Cairo                                                              | Egitto                                                                | 3 – 0                                                                 | Australia                                                             | Amichevole                                                            | -                                                                     |                                                                       |
| 16-12-2010                                                            | Doha                                                                  | Qatar                                                                 | 2 – 1                                                                 | Egitto                                                                | Amichevole                                                            | -                                                                     | 81’                                                                   |
| 05-01-2011                                                            | Il Cairo                                                              | Egitto                                                                | 5 – 1                                                                 | Tanzania                                                              | Amichevole                                                            | -                                                                     |                                                                       |
| 09-01-2011                                                            | Il Cairo                                                              | Egitto                                                                | 1 – 0                                                                 | Uganda                                                                | Amichevole                                                            | -                                                                     | 84’                                                                   |
| 11-01-2011                                                            | Ismailia                                                              | Egitto                                                                | 3 – 0                                                                 | Burundi                                                               | Amichevole                                                            | -                                                                     | 56’                                                                   |
| 14-01-2011                                                            | Il Cairo                                                              | Egitto                                                                | 5 – 1                                                                 | Kenya                                                                 | Amichevole                                                            | -                                                                     | 59’ 63’                                                               |
| 17-01-2011                                                            | Il Cairo                                                              | Egitto                                                                | 3 – 1                                                                 | Uganda                                                                | Amichevole                                                            | -                                                                     |                                                                       |
| 15-08-2012                                                            | Salalah                                                               | Oman                                                                  | 1 – 1                                                                 | Egitto                                                                | Amichevole                                                            | -                                                                     |                                                                       |
| 14-08-2013                                                            | El Gouna                                                              | Egitto                                                                | 3 – 0                                                                 | Uganda                                                                | Amichevole                                                            | -                                                                     |                                                                       |
| Totale                                                                |                                                                       | Presenze                                                              | 18                                                                    |                                                                       | Reti                                                                  | 0                                                                     |                                                                       |

## Palmarès

### Club

#### Competizioni nazionali
- Campionato egiziano: 1

Al-Ahly: 2005-2006
- Coppa d'Egitto: 1

Zamalek: 2014

#### Competizioni internazionali
- Supercoppa CAF: 1

Al-Ahly: 2006